# Wolfgang Kubach (Stimmenimitator)
Wolfgang Willi Joachim Kubach (* 17. September 1930; † 22. Mai 2022) war ein deutscher Schlagersänger, Stimmenimitator, Hörspielsprecher und „Wattenpräsident“ von Büsum.

## Leben und Karriere
In den 1960er Jahren brachte das Plattenlabel tip von Wolfgang Kubach gesungene Cover-Versionen heraus. Er sang die Hits von zu dieser Zeit beliebten männlichen Interpreten wie Freddy Quinn, Roy Black, Peter Alexander und Rex Gildo u.v.a.m. ein.
In den 1970er Jahren war Kubach weiterhin stimmenimitatorisch unter anderem für das Hörspiel-Label Europa und Polydor aktiv, zum Beispiel als Vader Abraham oder Udo Jürgens.
Wolfgang Kubach war in den 1970/1980er Jahren der Sprecher des „Patrick“ und des „Kenneth“ in der Europa-Hörspielserie Die drei ???. Außerdem übernahm er in dieser Serie unter dem Pseudonym Albert Giro mehrfach die Rolle des Meisterdiebs „Victor Hugenay“. Weitere Künstlernamen waren Borris Stepin, Klaus Klein sowie Rolf Hundertwasser.
Wolfgang Kubach lebte in Hamburg, Büchen und zuletzt in Meldorf.